# Comuna Dorotîșce, Kovel
Dorotîșce (în ucraineană Доротище) este o comună în raionul Kovel, regiunea Volînia, Ucraina, formată din satele Dorotîșce (reședința) și Hișîn.

## Demografie
Componența lingvistică a satului Dorotîșce
     Ucraineană (99,41%)
     Alte limbi (0,59%)
Conform recensământului din 2001, majoritatea populației satului Dorotîșce era vorbitoare de ucraineană (99,41%), existând în minoritate și vorbitori de alte limbi.